# Печелюнас, Саулюс
Саулюс Печелюнас (Saulius Pečeliūnas) (19 января 1956, Друскининкай — 2 декабря 2023, Вильнюс) — литовский политик, один из подписавших Акт восстановления государственности Литвы. Член парламента Литвы с марта 1990 по ноябрь 2012 года с перерывом 2000—2004.

## Биография
Окончил среднюю школу № 23 в Вильнюсе (1974) и Вильнюсский инженерно-строительный институт (1979) по специальности «инженер дорожного хозяйства».
В 1979—1990 годах старший дорожный инженер в Проектном институте городского строительства.
В 1980-х годах участвовал в выпуске подпольного издания «Хроника Литовской католической церкви». В 1988—1990 годах член Совета Сейма (Правления) партии «Саюдис».
В 1989—2001 годах — член и с сентября 1990 года председатель Литовской демократической партии. С 2003 по 2008 год — член «Союза Отечества». С 2008 года член партии «Союз Отечества — Литовские христианские демократы».
В 1990—1992 годах депутат Верховного Совета Литовской ССР и Литвы («Восстановительного Сейма»). Председатель Комиссии национальной обороны и внутренних дел.
Был одним из тех, кто 11 марта 1990 года подписал Акт Верховного Совета «О восстановлении независимого Литовского государства».
Депутат Сейма Литовской Республики четырёх созывов: в 1992—1996, 1996—2000, 2004—2008 и 2008—2012 годах. В 1992—1996 годах заместитель председателя Комитета национальной безопасности.
На выборах в Сейм 2000 года не был избран, так как его партия не получила ни одного мандата. В 2001—2004 годах работал главным инспектором отдела предотвращения нарушений Таможенного департамента Министерства финансов Литвы.
В 2004—2008 годах депутат Сейма от «Союза Отечества».
В 2008—2012 годах — депутат Сейма от партии «Союз Отечества — Литовские христианские демократы», член Комитета национальной безопасности и обороны, заместитель председателя парламентской группы «За демократическую Беларусь».
Награждён Медалью Независимости Литвы (01.07.2002), Командорским крестом ордена Великого князя Литовского Гедимина (22.06.2005), Медалью Балтийской ассамблеи (26.11.2005) и Офицерским крестом ордена Заслуг перед Республикой Польша (19.11.2009).
Умер 2 декабря 2023 года. Похоронен в Вильнюсе, Антакальнисское кладбище.
Жена Лина Печелюнене (Lina Pečeliūnienė) — журналистка и политический обозреватель газеты Lietuvos aidas, позже — газеты Valstiečių laikraštis. Дочь — Лиепа Желниене (Liepa Želnienė), журналистка.